# Lage Eklöv
Lage Eklöv född 27 februari 1911 död 3 april 2010 var en svensk folkbildare, präst och författare.
Eklöv växte upp i Ålem i östra Småland och prästvigdes efter teologiska studier i Uppsala. 1938 var han med och startade Hållands folkhögskola (sedan 2014 Åredalens folkhögskola) och kom att vara skolans rektor under 38 år fram till 1976. Skolans huvudman var och är EFS -  Evangeliska Fosterlandsstiftelsen, en rörelse som stod Eklöv nära, och där han bland annat 1963 invaldes i dess nationella styrelse.
Eklöv var en folkbildare som föreläste i olika sammanhang, oftast med teologisk och psykologisk anknytning. Han tillbringade flera år i fjällmiljön och delade med sig av sina ornitologiska och botaniska kunskaper till folkhögskolans elever. Han fick god ingång i den samiska kulturkretsen och var en omtyckt besökare i samebyar och samevisten.
1949 beskylldes Eklöv av en uppsagd lärare för att bedriva otillbörlig religiös propagande vid folkhögskolan i Hålland. Skolöverstyrelsens inspektör fann dock inte att något brott begåtts mot Folkhögskolestadgans § 28, att lärare inte får utöva religiös eller politisk påtryckning på sina elever även om de har frihet att uttrycka sina åsikter. Skolans elever inkom även till skolans styrelse med en skrivelse till stöd för Eklöv.
I sitt författarskap skrev Eklöv bland annat om det kristna hemmet och betydelsen av gästfrihet och öppna hem.